# ザ・ミイラ
ザ・ミイラは、芸能人のサッカー愛好家によって結成されたクラブチームである。芸能人の他、本物の元プロ選手も多く所属する。

## 概要
1980年代、日本サッカーは国際大会にも出場する機会がないほど、低迷の一途をたどっていたが、それを活性化させるためにも芸能人が日本リーグなど大きな試合での前座試合に繰り出して、「本物のサッカーをじかに見てもらいたい」という趣旨の元で漫画家・望月三起也、お笑い芸人兼映画監督・ビートたけし、お笑い芸人兼俳優・明石家さんまらが発起人となって結成された。
各地で行われるサッカー関連イベントでのエキシビジョンマッチを展開している他、1997年からは日韓ワールドカップの開催を記念して、韓国のサッカー愛好家の芸能人との対抗戦も実施している。
2016年12月5日に横浜市内のスポーツクラブで解団式を行い、正式に解散した。

## 主な所属選手
名前の後ろの数字は背番号。

### ゴールキーパー
- 岩城正明：22
- 望月茂：1

### ディフェンダー
- 三上真吾：12
- 山口弘和（コント山口君と竹田君）：B
- 春風亭正朝：3
- 島崎俊郎：15
- 三矢毅

### ミッドフィルダー
- 鬼塚忠久：6
- 小谷泰介：7
- 椎名桔平：17
- ギュウゾウ（電撃ネットワーク）
- 岡田秀樹：18
- コバヤシヒロシ（小林宏至・HAPPY DRUG STORE）：16

### フォワード
- 望月三起也：0
- 寺田農：110
- 長江健次：5
- TAKUYA（元JUDY&MARY）
- 宮下直紀：14
- 辰巳佳太：15

## 助っ人選手
- 杉山隆一：11
- 奥寺康彦
- ラモス瑠偉
- 川添孝一
- ピエール・リトバルスキー
- 水内猛
- 向井理

## 過去の所属選手
- 明石家さんま：14
- 島崎俊郎
- 木梨憲武：10
- みなみももたろう
- そのまんま東：69
- 陣内孝則
- 柴田恭兵：10
- 仲雅美
- 前田秀樹
- 秋本治
- 植草克秀
- 沖田浩之
- ウガンダ

## 関連書籍
- 『ザ・ミイラのすべて』 望月三起也著 世界文化社 （1987年） ISBN 4418875069